# 110300 Abusimbel
110300 Abusimbel è un asteroide della fascia principale. Scoperto nel 2001, presenta un'orbita caratterizzata da un semiasse maggiore pari a 2,7612707 UA e da un'eccentricità di 0,1974785, inclinata di 8,57427° rispetto all'eclittica.